# Josef Suppan
Josef Suppan, též slovinsky Josip nebo Jožef Supan (9. ledna 1828 Innichen – 5. července 1902 Lublaň), byl rakouský právník a politik německé národnosti z Kraňska, v 2. polovině 19. století poslanec Říšské rady a starosta Lublaně.

## Biografie
Jeho bratrem byl geograf Alexander Georg Suppan. Josef se narodil v Tyrolsku, vystudoval gymnázium v Meranu, pak od roku 1847 studoval práva na Innsbrucké univerzitě. Během revolučního roku 1848 zde byl členem akademické legie. Studia zakončil v roce 1850 na Univerzitě ve Štýrském Hradci. Působil pak po jeden rok na praxi u komorní prokuratury v Lublani. Od roku 1851 byl na praxi u soudu v Bruneck a v letech 1852–1853 koncipientem v advokátní kanceláři v Lublani u M. Burgera a v Celji u dr. Foreggera. Od roku 1854 měl samostatnou advokátní kancelář v hornouherském Prešově. Do Lublaně se vrátil roku 1856, kdy se oženil v Annou Dimitz, sestrou právníka Augusta Dimitze. V období let 1856–1861 byl advokátem v Novo mesto, od roku 1861 v Lublani.
Byl politicky aktivbní. Už v prvních volbách v roce 1861 se stal poslancem Kraňského zemského sněmu, od roku 1863 až do roku 1883 za kurii měst. Od listopadu 1866 až do dubna 1867 zastával funkci náměstka Zemského hejtmana Kraňska. V letech 1869–1871 byl starostou Lublaně. Tehdy se také o něm uvažovalo jako o zemském hejtmanovi, ale pro silný odpor Slovinců tento post nakonec získal Alexander von Auersperg. Do roku 1883 zasedal v lublaňské městské radě.
Zasedal i jako poslanec Říšské rady (celostátního parlamentu), kam usedl v prvních přímých volbách do Říšské rady roku 1873 za kurii městskou v Kraňsku, obvod Postojna, Idrija atd. V roce 1873 se uvádí jako Dr. Josef Suppan, advokát, bytem Lublaň. V roce 1873 zastupoval v parlamentu blok Ústavní strany (centralisticky a provídeňsky orientované). V jejím rámci patřil k mladoněmeckému křídlu. V roce 1878 byl členem poslaneckého klubu levice.
Od roku 1885 byl ředitelem Kraňské spořitelny. Zasedal v státním soudním dvoře.
Zemřel v červenci 1902.